# Tribunal de Justicia (Brasil)
El Tribunal de Justicia (TJ) en el sistema jurídico brasileño es un órgano colegiado constituido por jueces de segunda instancia denominados "desembargadores".

## Historia

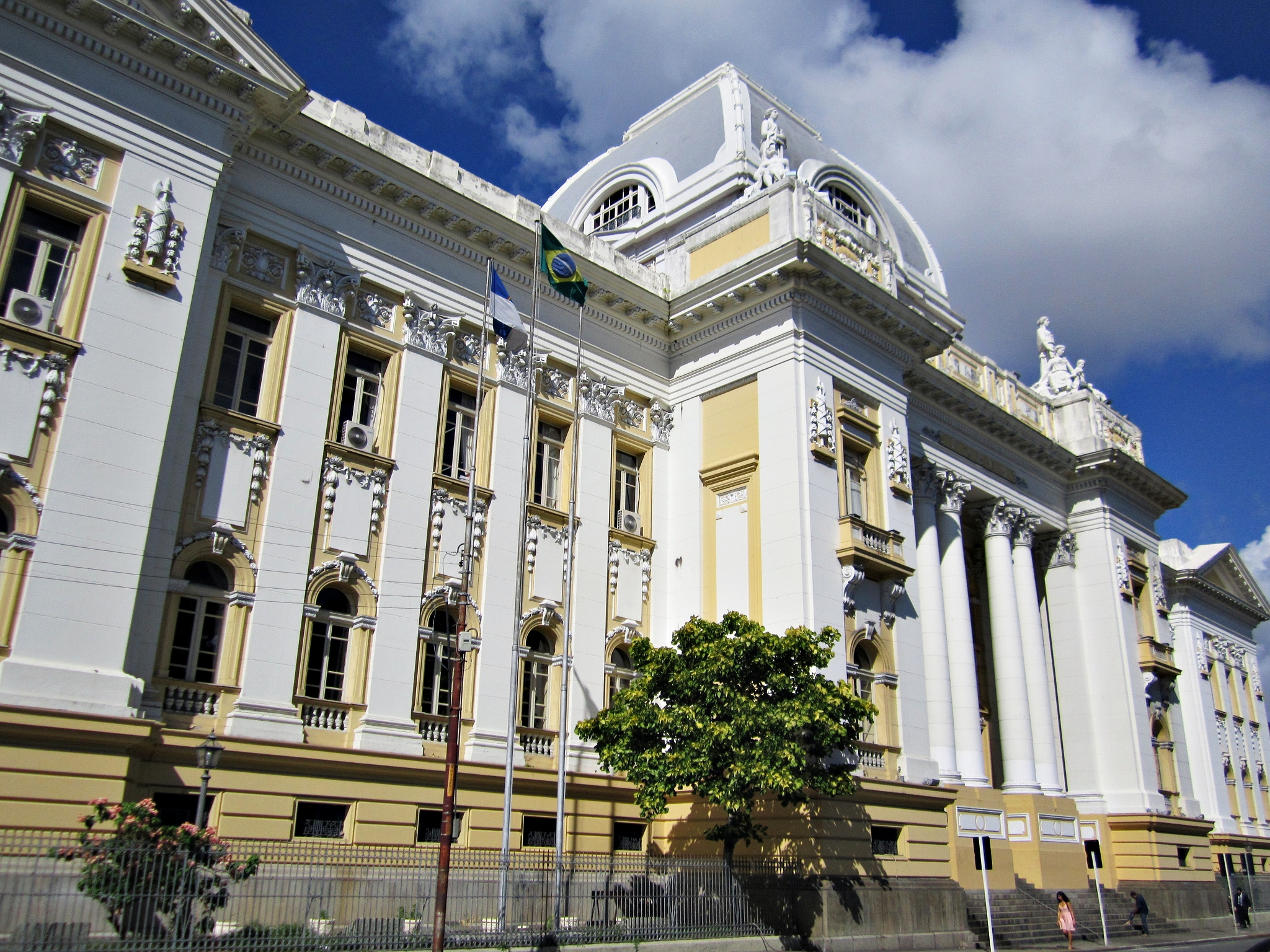
Tribunal de Justicia de Pernambuco, en Recife

En la época de las capitanías hereditarias, la impartición de justicia era una de las funciones del capitán, que reunía las atribuciones de administrador, juez y jefe militar. Con la implantación del sistema de gobiernos generales en 1548, el gobernador general pasó a ser asesorado por un oidor general en los asuntos relativos a la justicia, habiéndose instalado el primer tribunal en 1609, con sede en Bahía, denominado "Tribunal de Relación del estado del Brasil".
Más de un siglo después, en 1751, se creó el Tribunal de Relación de Río de Janeiro cuya jurisdicción abarcaba todo el territorio al sur de la colonia incluyendo, inicialmente, 13 comarcas. Tenía un máximo de diez desembargadores y era presidida por el gobernador de la capitanía. Vale mencionar que en 1763, la sede del gobierno general fue transferida de Salvador a Río de Janeiro.
Con el traslado de la corte portuguesa a Brasil, en 1808, el Tribunal de Relación de Río de Janeiro pasó a ser la Casa de Súplica del Brasil ya que resultaba inviable el envío de las apelaciones a la Casa de Súplica de Lisboa, funcionando entonces el nuevo órgano como un tribunal de tercera y última instancia.
En 1828, seis años después de la proclamación de la independencia, en cumplimiento del artículo 163 de la Constitución de 1824, se cerró la Casa de Súplica por la creación del Supremo Tribunal de Justicia regresando a la condición de tribunal local. En los siguientes años serían creados nuevos tribunales de relación en las provincias del imperio.
Solamente con la proclamación de la república, en 1889, se estableció un poder judicial en cada unidad de la federación brasileña. En aquella época, cada estado tenía la prerrogativa de nombrar a sus tribunales como mejor les pareciera.
En 1934, con la promulgación de la nueva constitución, los tribunales estaduales pasaron a llamarse obligatoriamente "Cortes de Apelación" y, desde 1937, Tribunal de apelación. Con la promulgación de la Constitución de 1946, se dio una nueva nomenclatura a los tribunales estaduales que, finalmente, pasarían a denominarse "Tribunales de Justicia" lo que fue conservado en la actual Constitución de 1988.

## Desembargadores
De acuerdo con el derecho brasileño, el miembro de un Tribunal de Justicia es un magistrado o juez de segundo grado llamado desembargador. El número de miembros del Tribunal de Justicia varía de acuerdo con las normas internas de cada estado de la Federación que, según el artículo 125° de la Constitución Federal, poseen autonomía para legislar sobre ese asunto